# Diosma arenicola
Diosma arenicola är en vinruteväxtart som beskrevs av I. Williams. Diosma arenicola ingår i släktet Diosma och familjen vinruteväxter. Inga underarter finns listade i Catalogue of Life.